# Марко Постма
Ма́рко По́стма (нід. Marco Postma; народився 26 серпня 1983, Леуварден, Нідерланди) — нідерландський хокеїст, центральний нападник. Тепер виступає за «Неймеген Девілс» в Ередивізі. У складі національної збірної Нідерландів учасник кваліфікаційного турніру до зимових Олімпійських ігор 2010, учасник чемпіонатів світу 2007 (дивізіон I), 2009 (дивізіон I) і 2010 (дивізіон I). У складі молодіжної збірної Нідерландів учасник чемпіонату Європи 1999 (дивізіон II), чемпіонатів світу 2001 (дивізіон III) і 2002 (дивізіон II). У складі юніорської збірної Нідерландів учасник чемпіонату світу 2001 (дивізіон III). 
Виступав за «Геренвен Флаєрс», «Крефельд Пінгвін», «Неймеген Девілс».

## Досягнення
- Найбільша кількість передач в Кубку виклику (2004—05);